# Nicole Melichar
Pour les articles homonymes, voir Melichar.
Nicole Melichar, née le 29 juillet 1993 à Brno (Tchéquie), est une joueuse de tennis américaine, professionnelle depuis 2010. Elle est également connue sous le nom de Nicole Melichar-Martinez après son mariage en juillet 2021.
Elle a remporté 15 tournois WTA en double dames et un tournoi en double mixte, atteint la finale du tournoi de Wimbledon 2018 avec Květa Peschke et la finale de l'US Open de tennis 2020 avec Xu Yifan.

## Palmarès

### Titres en double dames
| No | Date       | Nom et lieu du tournoi                    | Catégorie | Dotation  | Surface      | Partenaire         | Finalistes                          | Score            |          |
| -- | ---------- | ----------------------------------------- | --------- | --------- | ------------ | ------------------ | ----------------------------------- | ---------------- | -------- |
| 1  | 21-05-2017 | Nürnberger Versicherungscup Nuremberg     | Intern'l  | 250 000 $ | Terre (ext.) | Anna Smith         | Kirsten Flipkens Johanna Larsson    | 3-6, 6-3, [11-9] | Parcours |
| 2  | 30-04-2018 | Prague Open Prague                        | Intern'l  | 250 000 $ | Terre (ext.) | Květa Peschke      | Mihaela Buzărnescu Lidziya Marozava | 6-4, 6-2         | Parcours |
| 3  | 08-10-2018 | Tianjin Open Tianjin                      | Intern'l  | 426 750 $ | Dur (ext.)   | Květa Peschke      | Monique Adamczak Jessica Moore      | 6-4, 6-2         | Parcours |
| 4  | 31-12-2018 | Brisbane International Brisbane           | Premier   | 899 500 $ | Dur (ext.)   | Květa Peschke      | Chan Hao-ching Latisha Chan         | 6-1, 6-1         | Tableau  |
| 5  | 29-07-2019 | Silicon Valley Classic San José           | Premier   | 733 900 $ | Dur (ext.)   | Květa Peschke      | Shuko Aoyama Ena Shibahara          | 6-4, 6-4         | Parcours |
| 6  | 09-09-2019 | Zhengzhou Open Zhengzhou                  | Premier   | 943 900 $ | Dur (ext.)   | Květa Peschke      | Yanina Wickmayer Tamara Zidanšek    | 6-1, 7-61        | Parcours |
| 7  | 13-01-2020 | Adelaide International Adélaïde           | Premier   | 782 900 $ | Dur (ext.)   | Xu Yifan           | Gabriela Dabrowski Darija Jurak     | 2-6, 7-5, [10-5] | Tableau  |
| 8  | 20-09-2020 | Internationaux de Strasbourg Strasbourg   | Intern'l  | 225 500 $ | Terre (ext.) | Demi Schuurs       | Hayley Carter Luisa Stefani         | 6-4, 6-3         | Parcours |
| 9  | 01-03-2021 | Qatar Open Doha                           | WTA 500   | 565 530 $ | Dur (ext.)   | Demi Schuurs       | Monica Niculescu Jeļena Ostapenko   | 6-2, 2-6, [10-8] | Parcours |
| 10 | 05-04-2021 | Volvo Car Open Charleston                 | WTA 500   | 565 530 $ | Terre (ext.) | Demi Schuurs       | Marie Bouzková Lucie Hradecká       | 6-2, 6-4         | Parcours |
| 11 | 15-05-2022 | Internationaux de Strasbourg Strasbourg   | WTA 250   | 203 024 € | Terre (ext.) | Daria Saville      | Lucie Hradecká Sania Mirza          | 5-7, 7-5, [10-6] | Parcours |
| 12 | 21-08-2022 | Tennis in the Land Cleveland              | WTA 250   | 251 750 $ | Dur (ext.)   | Ellen Perez        | Anna Danilina Aleksandra Krunić     | 7-5, 6-3         | Parcours |
| 13 | 26-02-2024 | San Diego Open San Diego                  | WTA 500   | 922 573 $ | Dur (ext.)   | Ellen Perez        | Desirae Krawczyk Jessica Pegula     | 6-1, 6-2         | Parcours |
| 14 | 23-06-2024 | Bad Homburg Open by Solarwatt Bad Homburg | WTA 500   | 922 573 $ | Gazon (ext.) | Ellen Perez        | Chan Hao-ching Veronika Kudermetova | 4-6, 6-3, [10-8] | Parcours |
| 15 | 16-09-2024 | Hana Bank Korea Open Séoul                | WTA 500   | 922 573 $ | Dur (ext.)   | Ludmilla Samsonova | Zhang Shuai Miyu Kato               | 6-1, 6-0         | Parcours |

### Finales en double dames
| No | Date       | Nom et lieu du tournoi                         | Catégorie | Dotation     | Surface      | Vainqueures                           | Partenaire         | Score             |          |
| -- | ---------- | ---------------------------------------------- | --------- | ------------ | ------------ | ------------------------------------- | ------------------ | ----------------- | -------- |
| 1  | 12-10-2015 | Tianjin Open Tianjin                           | Intern'l  | 500 000 $    | Dur (ext.)   | Xu Yifan Zheng Saisai                 | Darija Jurak       | 6-2, 3-6, [10-8]  | Parcours |
| 2  | 27-02-2017 | Malaysian Open Kuala Lumpur                    | Intern'l  | 250 000 $    | Dur (ext.)   | Ashleigh Barty Casey Dellacqua        | Makoto Ninomiya    | 7-65, 6-3         | Parcours |
| 3  | 24-04-2017 | BNP Paribas Cup Istanbul                       | Intern'l  | 250 000 $    | Terre (ext.) | Dalila Jakupović Nadiia Kichenok      | Elise Mertens      | 7-66, 6-2         | Parcours |
| 4  | 16-10-2017 | Kremlin Cup Moscou                             | Premier   | 855 308 $    | Dur (int.)   | Tímea Babos Andrea Hlaváčková         | Anna Smith         | 6-2, 3-6, [10-3]  | Parcours |
| 5  | 23-04-2018 | Porsche Tennis Grand Prix Stuttgart            | Premier   | 816 000 $    | Terre (int.) | Raquel Atawo Anna-Lena Grönefeld      | Květa Peschke      | 6-4, 6-75, [10-5] | Parcours |
| 6  | 02-07-2018 | The Championships Wimbledon                    | G. Chelem | 2 007 000 £  | Gazon (ext.) | Barbora Krejčíková Kateřina Siniaková | Květa Peschke      | 6-4, 4-6, 6-0     | Parcours |
| 7  | 29-04-2019 | Prague Open Prague                             | Intern'l  | 226 750 $    | Terre (ext.) | Anna Kalinskaya Viktória Kužmová      | Květa Peschke      | 4-6, 7-5, [10-7]  | Parcours |
| 8  | 19-05-2019 | Nürnberger Versicherungscup Nuremberg          | Intern'l  | 226 750 $    | Terre (ext.) | Gabriela Dabrowski Xu Yifan           | Sharon Fichman     | 4-6, 7-65, [10-5] | Parcours |
| 9  | 22-08-2020 | Western & Southern Open New York               | Premier 5 | 1 950 079 $  | Dur (ext.)   | Květa Peschke Demi Schuurs            | Xu Yifan           | 6-1, 4-6, [10-4]  | Parcours |
| 10 | 31-08-2020 | US Open New York                               | G. Chelem | 53 400 000 $ | Dur (ext.)   | Laura Siegemund Vera Zvonareva        | Xu Yifan           | 6-4, 6-4          | Parcours |
| 11 | 14-06-2021 | Bett1Open Berlin                               | WTA 500   | 456 073 $    | Gazon (ext.) | Victoria Azarenka Aryna Sabalenka     | Demi Schuurs       | 4-6, 7-5, [10-4]  | Parcours |
| 12 | 21-06-2021 | International Eastbourne Eastbourne            | WTA 500   | 565 530 $    | Gazon (ext.) | Shuko Aoyama Ena Shibahara            | Demi Schuurs       | 6-1, 6-4          | Parcours |
| 13 | 08-08-2022 | National Bank Open Presented by Rogers Toronto | WTA 1000  | 2 697 250 $  | Dur (ext.)   | Coco Gauff Jessica Pegula             | Ellen Perez        | 6-4, 65-7, [10-5] | Parcours |
| 14 | 15-08-2022 | Western & Southern Open Cincinnati             | WTA 1000  | 2 527 250 $  | Dur (ext.)   | Lyudmyla Kichenok Jeļena Ostapenko    | Ellen Perez        | 7-65, 6-3         | Parcours |
| 15 | 19-09-2022 | Toray Pan Pacific Open Tokyo                   | WTA 500   | 757 900 $    | Dur (ext.)   | Gabriela Dabrowski Giuliana Olmos     | Ellen Perez        | 6-4, 6-4          | Parcours |
| 16 | 26-09-2022 | Tallinn Open Tallinn                           | WTA 250   | 251 750 $    | Dur (int.)   | Lyudmyla Kichenok Nadiia Kichenok     | Laura Siegemund    | 7-5, 4-6, [10-7]  | Parcours |
| 17 | 27-02-2023 | ATX Open Austin                                | WTA 250   | 259 303 $    | Dur (ext.)   | Erin Routliffe Aldila Sutjiadi        | Ellen Perez        | 6-4, 3-6, [10-8]  | Parcours |
| 18 | 17-04-2023 | Porsche Tennis Grand Prix Stuttgart            | WTA 500   | 780 637 $    | Terre (int.) | Desirae Krawczyk Demi Schuurs         | Giuliana Olmos     | 6-4, 6-1          | Parcours |
| 19 | 26-06-2023 | Rothesay International Eastbourne              | WTA 500   | 780 637 $    | Gazon (ext.) | Desirae Krawczyk Demi Schuurs         | Ellen Perez        | 6-2, 6-4          | Parcours |
| 20 | 14-08-2023 | Western & Southern Open Cincinnati             | WTA 1000  | 2 788 468 $  | Dur (ext.)   | Alycia Parks Taylor Townsend          | Ellen Perez        | 61-7, 6-4, [10-6] | Parcours |
| 21 | 20-08-2023 | Tennis in the Land Cleveland                   | WTA 250   | 259 303 $    | Dur (ext.)   | Miyu Kato Aldila Sutjiadi             | Ellen Perez        | 6-4, 64-7, [10-8] | Parcours |
| 22 | 29-10-2023 | GNP Seguros WTA Finals Cancun Cancún           | Masters   | 9 000 000 $  | Dur (ext.)   | Laura Siegemund Vera Zvonareva        | Ellen Perez        | 6-4, 6-4          | Parcours |
| 23 | 29-01-2024 | Upper Austria Ladies Linz Linz                 | WTA 500   | 922 573 $    | Dur (int.)   | Sara Errani Jasmine Paolini           | Ellen Perez        | 7-5, 4-6, [10-7]  | Parcours |
| 24 | 18-02-2024 | Dubaï Duty Free Tennis Championships Dubaï     | WTA 1000  | 3 211 715 $  | Dur (ext.)   | Storm Hunter Kateřina Siniaková       | Ellen Perez        | 6-4, 6-2          | Parcours |
| 25 | 14-10-2024 | Ningbo Open Ningbo                             | WTA 500   | 922 573 $    | Dur (ext.)   | Demi Schuurs Yuan Yue                 | Ellen Perez        | 6-3, 6-3          | Parcours |
| 26 | 18-05-2025 | Internationaux de Strasbourg Strasbourg        | WTA 500   | 1 064 510 $  | Terre (ext.) | Tímea Babos Luisa Stefani             | Guo Hanyu          | 6-3, 64-7, [10-7] | Parcours |
| 27 | 09-06-2025 | Libéma Open Bois-le-Duc                        | WTA 250   | 275 094 $    | Gazon (ext.) | Irina Khromacheva Fanny Stollár       | Liudmila Samsonova | 7-5, 6-3          | Parcours |

### Titre en double mixte
| No | Date       | Nom et lieu du tournoi      | Catégorie | Dotation    | Surface      | Partenaire     | Finalistes                     | Score     |         |
| -- | ---------- | --------------------------- | --------- | ----------- | ------------ | -------------- | ------------------------------ | --------- | ------- |
| 1  | 02-07-2018 | The Championships Wimbledon | G. Chelem | 405 000 £ $ | Gazon (ext.) | Alexander Peya | Victoria Azarenka Jamie Murray | 7-61, 6-3 | Tableau |

### Titres en double en WTA 125
| No | Date       | Nom et lieu du tournoi        | Catégorie | Dotation  | Surface      | Partenaire          | Finalistes                               | Score    |          |
| -- | ---------- | ----------------------------- | --------- | --------- | ------------ | ------------------- | ---------------------------------------- | -------- | -------- |
| 1  | 14-03-2016 | San Antonio Open San Antonio  | WTA 125   | 125 000 $ | Dur (ext.)   | Anna-Lena Grönefeld | Klaudia Jans-Ignacik Anastasia Rodionova | 6-1, 6-3 | Parcours |
| 2  | 29-04-2024 | Catalonia Open WTA 125 Lleida | WTA 125   | 115 000 $ | Terre (ext.) | Ellen Perez         | Katarzyna Piter Mayar Sherif             | 7-5, 6-2 | Parcours |

## Parcours en Grand Chelem

### En simple dames
N'a jamais participé à un tableau final.

### En double dames
| Année | Open d'Australie                                                                 | Open d'Australie                                                                        | Internationaux de France                                                             | Internationaux de France                                                                | Wimbledon                                                                        | Wimbledon                 | US Open | US Open |
| ----- | -------------------------------------------------------------------------------- | --------------------------------------------------------------------------------------- | ------------------------------------------------------------------------------------ | --------------------------------------------------------------------------------------- | -------------------------------------------------------------------------------- | ------------------------- | ------- | ------- |
| 2015  | —                                                                                | —                                                                                       | —                                                                                    | —                                                                                       | 1er tour (1/32) Chan C.-w. \|\| style="text-align:left;" \| K. Knapp R. Vinci    | —                         | —       |         |
| 2016  | 1er tour (1/32) D. Jurak \|\| style="text-align:left;" \| M. Sanchez S. Vogt     | 1er tour (1/32) A. Rosolska \|\| style="text-align:left;" \| Liang C. Wang Y.           | 1er tour (1/32) Hsieh S.-w. \|\| style="text-align:left;" \| Peng S. Zhang S.        | 2e tour (1/16) V. Golubic \|\| style="text-align:left;" \| S. Mirza B. Strýcová         |                                                                                  |                           |         |         |
| 2017  | —                                                                                | —                                                                                       | 1er tour (1/32) L. Davis \|\| style="text-align:left;" \| L. Hradecká K. Siniaková   | 1er tour (1/32) A. Smith \|\| style="text-align:left;" \| S. Kuznetsova K. Mladenovic   | 1er tour (1/32) A. Smith \|\| style="text-align:left;" \| R. Atawo S. Lisicki    |                           |         |         |
| 2018  | 1/8 de finale K. Peschke \|\| style="text-align:left;" \| J. Brady V. King       | 1/8 de finale K. Peschke \|\| style="text-align:left;" \| T. Babos K. Mladenovic        | Finale K. Peschke                                                                    | B. Krejčíková K. Siniaková                                                              | 1er tour (1/32) K. Peschke \|\| style="text-align:left;" \| J. Brady A. Muhammad |                           |         |         |
| 2019  | 1/8 de finale K. Peschke \|\| style="text-align:left;" \| J. Brady A. Riske      | 1/4 de finale K. Peschke \|\| style="text-align:left;" \| K. Flipkens J. Larsson        | 1/4 de finale K. Peschke \|\| style="text-align:left;" \| T. Babos K. Mladenovic     | 2e tour (1/16) K. Peschke \|\| style="text-align:left;" \| C. Gauff C. McNally          |                                                                                  |                           |         |         |
| 2020  | 1er tour (1/32) Xu Y. \|\| style="text-align:left;" \| J. Brady C. Dolehide      | 1/2 finale I. Świątek \|\| style="text-align:left;" \| A. Guarachi D. Krawczyk          | Annulé                                                                               | Annulé                                                                                  | Finale Xu Y.                                                                     | L. Siegemund V. Zvonareva |         |         |
| 2021  | 1/2 finale D. Schuurs \|\| style="text-align:left;" \| E. Mertens A. Sabalenka   | 3e tour (1/8) D. Schuurs \|\| style="text-align:left;" \| A. Pavlyuchenkova E. Rybakina | 1er tour (1/32) D. Schuurs \|\| style="text-align:left;" \| A. Mitu M. Niculescu     | 1er tour (1/32) D. Schuurs \|\| style="text-align:left;" \| An. Rodionova Ar. Rodionova |                                                                                  |                           |         |         |
| 2022  | 3e tour (1/8) A. Guarachi \|\| style="text-align:left;" \| P. Martić S. Rogers   | 1er tour (1/32) E. Perez \|\| style="text-align:left;" \| A. Rosolska E. Routliffe      | 1/4 de finale E. Perez \|\| style="text-align:left;" \| B. Krejčíková K. Siniaková   | 1/2 finale E. Perez \|\| style="text-align:left;" \| B. Krejčíková K. Siniaková         |                                                                                  |                           |         |         |
| 2023  | 2e tour (1/16) E. Perez \|\| style="text-align:left;" \| M. Kostyuk E.G. Ruse    | 1/2 finale E. Perez \|\| style="text-align:left;" \| Hsieh S.w. Wang Xn.                | 1er tour (1/32) E. Perez \|\| style="text-align:left;" \| E. Alexandrova Yang Z.     | 2e tour (1/16) E. Perez \|\| style="text-align:left;" \| M. Linette B. Pera             |                                                                                  |                           |         |         |
| 2024  | 1er tour (1/32) E. Perez \|\| style="text-align:left;" \| Wu F.-h. Zhu L.        | 1/8 de finale E. Perez \|\| style="text-align:left;" \| M. Kato N. Kichenok             | 2e tour (1/16) E. Perez \|\| style="text-align:left;" \| T. Babos N. Kichenok        | 1/4 de finale E. Perez \|\| style="text-align:left;" \| K. Mladenovic Zhang S.          |                                                                                  |                           |         |         |
| 2025  | 1/8 de finale T. Babos \|\| style="text-align:left;" \| Hsieh S.-w. J. Ostapenko | 2e tour (1/16) L. Samsonova \|\| style="text-align:left;" \| I.-C. Begu Y. Wickmayer    | 1/8 de finale L. Samsonova \|\| style="text-align:left;" \| K. Siniaková T. Townsend |                                                                                         |                                                                                  |                           |         |         |

N.B. : le nom de la partenaire se trouve sous le résultat ; les noms des ultimes adversaires se trouvent à droite.

### En double mixte
| Année | Open d'Australie                                                                      | Open d'Australie                                                                          | Internationaux de France                                                            | Internationaux de France                                                            | Wimbledon                                                                         | Wimbledon                                                                           | US Open                                                                                 | US Open |
| ----- | ------------------------------------------------------------------------------------- | ----------------------------------------------------------------------------------------- | ----------------------------------------------------------------------------------- | ----------------------------------------------------------------------------------- | --------------------------------------------------------------------------------- | ----------------------------------------------------------------------------------- | --------------------------------------------------------------------------------------- | ------- |
| 2012  | —                                                                                     | —                                                                                         | —                                                                                   | —                                                                                   | —                                                                                 | —                                                                                   | 1er tour (1/16) B. Battistone \|\| style="text-align:left;" \| N. Llagostera D. Marrero |         |
|       |                                                                                       |                                                                                           |                                                                                     |                                                                                     |                                                                                   |                                                                                     |                                                                                         |         |
| 2016  | —                                                                                     | —                                                                                         | —                                                                                   | —                                                                                   | 1er tour (1/32) M. Demoliner \|\| style="text-align:left;" \| A. Rosolska T. Huey | —                                                                                   | —                                                                                       |         |
| 2017  | —                                                                                     | —                                                                                         | —                                                                                   | —                                                                                   | 1/4 de finale A. Begemann \|\| style="text-align:left;" \| E. Vesnina B. Soares   | 1er tour (1/16) J. Withrow \|\| style="text-align:left;" \| An. Rodionova O. Marach |                                                                                         |         |
| 2018  | 1er tour (1/16) N. Monroe \|\| style="text-align:left;" \| M.J. Martínez M. Demoliner | 1/4 de finale A. Peya \|\| style="text-align:left;" \| Chan Y.-j. I. Dodig                | Victoire A. Peya                                                                    | V. Azarenka J. Murray                                                               | 1/4 de finale O. Marach \|\| style="text-align:left;" \| Zhang S. J. Peers        |                                                                                     |                                                                                         |         |
| 2019  | 1/2 finale B. Soares \|\| style="text-align:left;" \| A. Sharma J.P. Smith            | 1/2 finale B. Soares \|\| style="text-align:left;" \| Chan Y.-j. I. Dodig                 | 1/4 de finale B. Soares \|\| style="text-align:left;" \| Yang Z. M. Middelkoop      | 2e tour (1/8) B. Soares \|\| style="text-align:left;" \| B. Mattek-Sands J. Murray  |                                                                                   |                                                                                     |                                                                                         |         |
| 2020  | 2e tour (1/8) B. Soares \|\| style="text-align:left;" \| N. Kichenok R. Bopanna       | Annulé                                                                                    | Annulé                                                                              | Annulé                                                                              | Annulé                                                                            | Annulé                                                                              | Annulé                                                                                  |         |
| 2021  | 2e tour (1/8) R. Farah \|\| Forfait                                                   | 1/4 de finale R. Ram \|\| style="text-align:left;" \| E. Vesnina A. Karatsev              | 1/4 de finale E. Roger-Vasselin \|\| style="text-align:left;" \| Zhang S. J. Peers  | 2e tour (1/8) I. Dodig \|\| style="text-align:left;" \| G. Olmos M. Arévalo         |                                                                                   |                                                                                     |                                                                                         |         |
| 2022  | 1er tour (1/16) R. Farah \|\| style="text-align:left;" \| E. Perez M. Middelkoop      | 1/2 finale K. Krawietz \|\| style="text-align:left;" \| U. Eikeri J. Vliegen              | 1er tour (1/16) K. Krawietz \|\| style="text-align:left;" \| A. Krunić N. Ćaćić     | —                                                                                   | —                                                                                 |                                                                                     |                                                                                         |         |
| 2023  | 1er tour (1/16) M. Middelkoop \|\| style="text-align:left;" \| M. Ninomiya A. Behar   | 1er tour (1/16) K. Krawietz \|\| style="text-align:left;" \| B. Andreescu M. Venus        | 1er tour (1/16) J. Zieliński \|\| style="text-align:left;" \| T. Townsend J. Murray | 1er tour (1/16) M. Ebden \|\| style="text-align:left;" \| A. Danilina H. Heliövaara |                                                                                   |                                                                                     |                                                                                         |         |
| 2024  | 1/4 de finale K. Krawietz \|\| style="text-align:left;" \| Hsieh S.-w. J. Zieliński   | 2e tour (1/8) J. Peers \|\| style="text-align:left;" \| M. Kato T. Pütz                   | —                                                                                   | —                                                                                   | 1er tour (1/16) I. Dodig \|\| style="text-align:left;" \| N. Kichenok H. Nys      |                                                                                     |                                                                                         |         |
| 2025  | 1er tour (1/16) R. Galloway \|\| style="text-align:left;" \| O. Gadecki J. Peers      | 2e tour (1/8) C. Harrison \|\| style="text-align:left;" \| L. Siegemund É. Roger-Vasselin | 1er tour (1/16) C. Harrison \|\| style="text-align:left;" \| Jiang X. Y. Bhambri    | —                                                                                   | —                                                                                 |                                                                                     |                                                                                         |         |

N.B. : le nom du partenaire se trouve sous le résultat ; les noms des ultimes adversaires se trouvent à droite.

## Parcours aux Masters

### En double dames
| # | Date       | Nom de l'édition                 | ($)       | Surface    | Résultat      | Partenaire    | Ultimes adversaires                   | Score            |          |
| - | ---------- | -------------------------------- | --------- | ---------- | ------------- | ------------- | ------------------------------------- | ---------------- | -------- |
| 1 | 21/10/2018 | BNP Paribas WTA Finals Singapour | 7 000 000 | Dur (int.) | 1/4 de finale | Květa Peschke | Barbora Krejčíková Kateřina Siniaková | 6-1, 6-4         | Parcours |
| 2 | 10/11/2021 | Akron WTA Finals Guadalajara     | 5 000 000 | Dur (int.) | 1/2 finale    | Demi Schuurs  | Barbora Krejčíková Kateřina Siniaková | 3-6, 6-3, [10-6] | Parcours |

## Parcours aux Jeux olympiques

### En double dames
| # | Date       | Nom de l'olympiade         | Surface    | Résultat        | Partenaire   | Ultimes adversaires         | Score            |          |
| - | ---------- | -------------------------- | ---------- | --------------- | ------------ | --------------------------- | ---------------- | -------- |
| 1 | 31/07/2021 | Olympic Tennis Event Tokyo | Dur (ext.) | 1er tour (1/16) | Alison Riske | Sara Errani Jasmine Paolini | 6-3, 5-7, [10-2] | Parcours |

## Classements WTA en fin de saison
| Année          | 2010 | 2011 | 2012 | 2013 | 2014 | 2015 | 2016 | 2017 | 2018 | 2019 | 2020 | 2021 | 2022 | 2023 | 2024 |
| Rang en simple | 887  | 666  | 424  | 488  | 803  | 463  | 872  | 739  | 876  | 789  | 821  | –    | –    | –    | –    |
| Rang en double | 697  | 478  | 320  | 184  | 124  | 69   | 88   | 39   | 15   | 20   | 11   | 12   | 19   | 15   | 12   |

Source : (en) Classements de Nicole Melichar sur le site officiel de la Fédération internationale de tennis